# ريبيكا جود
ريبيكا جود (بالإنجليزية: Rebecca Judd)‏ هي عارضة أسترالية، ولدت في 27 يناير 1983.

## وصلات خارجية
- ريبيكا جود على موقع IMDb (الإنجليزية)